# Обсерватория Архенхольда
Обсерватория Архенхольда — публичная астрономическая обсерватория, основанная в 1896 году в берлинском округе Трептов. Обсерватория названа в честь астронома Фридриха Симона Архенхольда. Старейшая и крупнейшая в Германии общественная обсерватория. С 2002 года обсерватория входит в состав Немецкого технического музея Берлина.

## Руководители обсерватории
В 1896 году руководство обсерваторией на себя взял астрономический клуб «Verein Treptow-Sternwarte e. V.», а его руководители были по совместительству руководителями обсерватории.
- 1896—1938 гг — Архенхольд, Фридрих Симон
- 1948—1976 гг — Diedrich Wattenberg[англ.]
- 1976—2005 гг — Dieter Herrmann[нем.]
- 2005—2009 гг — Klaus Staubermann
- с 2009 года — Felix Luhning

## История обсерватории
Инициаторами создания обсерватории выступили: Вильгельм Юлиус Фёрстер и Макс Мейер.
Обсерваторию должны были создать как временную экспозицию в рамках промышленной выставки в Берлине в 1896 году, но в честь 25-летия Берлина в роли столицы Рейха было принято решение об установке постоянной обсерватории для публики. Обсерватория была открыта для публики 1 мая 1896 года под названием Трептовская обсерватория. В обсерватории был создан самый длинный на тот момент в мире телескоп (фокусное расстояние 21 метр) на основе проекта Архенхольда. Число посетителей обсерватории постоянно росло: 23000 (1897г), с 1899 по 1930-е года ежегодно обсерваторию посещало около 60000 человек. В 1946 году обсерватория была переименована в честь Фридриха Архенхольда. Телескоп был выведен из эксплуатации на время ремонта с 1958 по 1983 года. Сейчас телескоп работает.

## Инструменты обсерватории
- Великий рефрактор (D = 68 см, F = 21 м), вес подвижной части - 130 тонн. Памятник архитектуры с 1967 года. Полностью в рабочем состоянии. Проводятся ночные визуальные наблюдения.
- Небольшой планетарий Цейс
- Кабинет солнечной физики: целостат для построения изображения Солнца в интеграле, H-alpha и спектра (1965 г.)
- Цейссовский кассегрен (D = 50 см, F = 7500 мм)
- Куде рефрактор (D = 15 см, F = 2250 мм)
- Астрограф (D = 12 см, F = 600 мм)
- «Урания рефрактор» (передан из обсерватории Berliner Urania[нем.], создан в 1888 году)
- Кометоискатель (D = 25 см, F = 1620 мм)
- Рефлектор (D = 25 см, F = 1978 мм)

## Направления исследований
- Популяризация астрономии: музей, выставки, лекции, публичные наблюдения
- Наблюдения: лунные затмения, Новая Лебедя 1903 года, кометы, астероиды.

## Основные достижения
- 107 астрометрических измерений опубликовано с 1992 по 2001 года[1]
- В этой обсерватории 2 июня 1915 года Альберт Эйнштейн прочитал свою первую публичную лекцию о теории относительности.
- В обсерватории установлен самый длинный в мире движущийся рефрактор (21 метр)